# Chariot
Chariot byl řiditelné torpédo britského královského námořnictva využívané při diverzních operacích speciálních sil za druhé světové války. Jeho vývoj byl odpovědí na nasazení italských řiditelných torpéd Maiale a první verze Chariotu Mk.1 ze svého italského vzoru konstrukčně vycházela, měla však lepší výkony. Následně byla nasazena rovněž přepracovaná výkonnější verze Chariot Mk.2. Celkem bylo vyrobeno 64 řiditelných torpéd obou verzí.
Za druhé světové války byly tyto prostředky nasazeny do celé řady misí, zejména do operací proti nepřátelským plavidlům, dále do průzkumu invazních pláží a do zpravodajských operací. Jejich posádkám se mimo jiné podařilo potopit těžký křižník Bolzano a téměř dokončený lehký křižník Ulpio Traiano. Několik zbývajících Chariotů Mk.2 bylo ještě dlouho po válce využíváno potápěči specializujícími se na likvidaci min.

## Pozadí vzniku

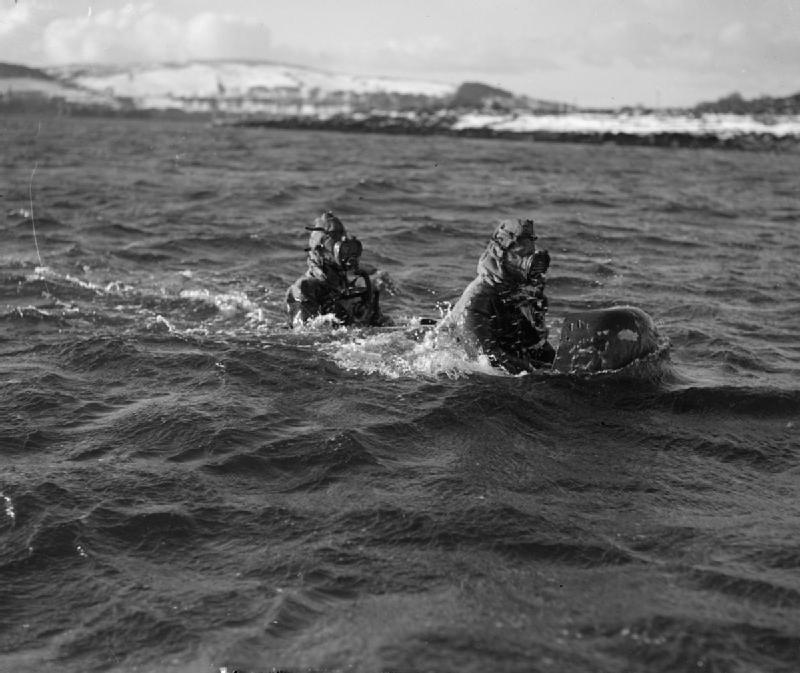
Chariot Mk.1 s posádkou během výcviku

Vývoj britských řiditelných torpéd byl inspirován italskými prostředky Maiale. Vliv měl zejména jejich nájezd na Alexandrii, při kterém dvě posádky Maiale roku 1942 vážně poškodily dvě britské bitevní lodě. O existenci Maiale se Britové dověděli, když moře na španělské pobřeží vyplavilo řiditelné torpédo, které jeho posádka potopila 30. října 1940 v zátoce Algeciras. Další byla později vyzvednuta ze dna v Gibraltaru a v Alexandrii.
Britové roku 1942 vyvinuli obdobně koncipované plavidlo, jehož testování začalo v polovině roku 1942. Výcvik posádek Chariotů probíhal nejprve na základně v Gosportu a následně ve skotských zátokách (zejména Loch Erisort, Loch a'Choire a Loch Cairnbawn). Stavbu řiditelných torpéd prováděla společnost Stothert & Pitt z Bathu. Nejprve vyrobila 34 Chariotů Mk.1, které vycházely z italského vzoru. Roku 1944 byl zaveden zcela nově navržený a výkonnější Chariot Mk.2, který byl vyroben v počtu 30 kusů. Zatímco existence Chariotu Mk.1 byla zveřejněna roku 1944, pokročilejší verze Mk.2 zůstala utajena až do konce války.

## Konstrukce

### Chariot Mk. 1

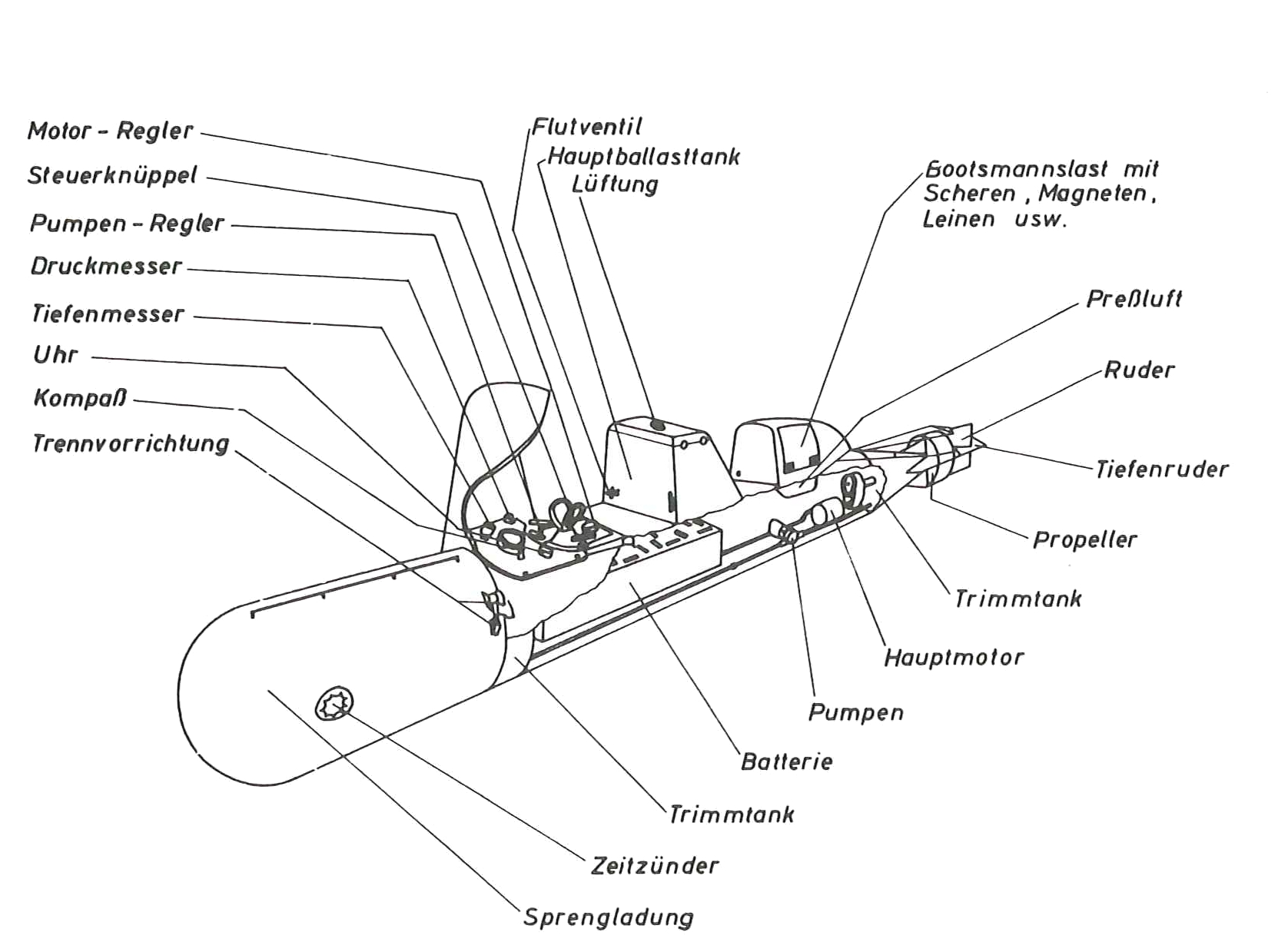
Základní uspořádání Chariotu Mk.1

Chariot Mk.1 byl velmi podobný svému italskému vzoru. Samotné těleso torpéda mělo průměr 533 mm. Posádku tvořili dva žabí muži vybavení dýchacím přístrojem s uzavřeným okruhem. Jejich skafandry oproti těm italským umožňovaly operace v chladných vodách. Vpředu seděl řidič, který měl k dispozici několik základních přístrojů. Vzadu seděl potápěč, jehož hlavním úkolem byla manipulace s hlavicí. Za nimi bylo uloženo nářadí. V přídi byla umístěna oddělitelná hlavice obsahující 318 kg výbušniny Torpex. Iniciována byla časovým spínačem. Pohonný systém tvořil elektromotor pohánějící jeden lodní šroub. Energii čerpal z akumulátorů. Nejvyšší rychlost dosahovala 3,5 uzlu, přičemž rychlost cestovní byla 2,5 uzlu. Vytrvalost byla 7–8 hodin při plavbě rychlostí 2,9 uzlu. Hloubka ponoření byla 27 metru.

### Chariot Mk. 2

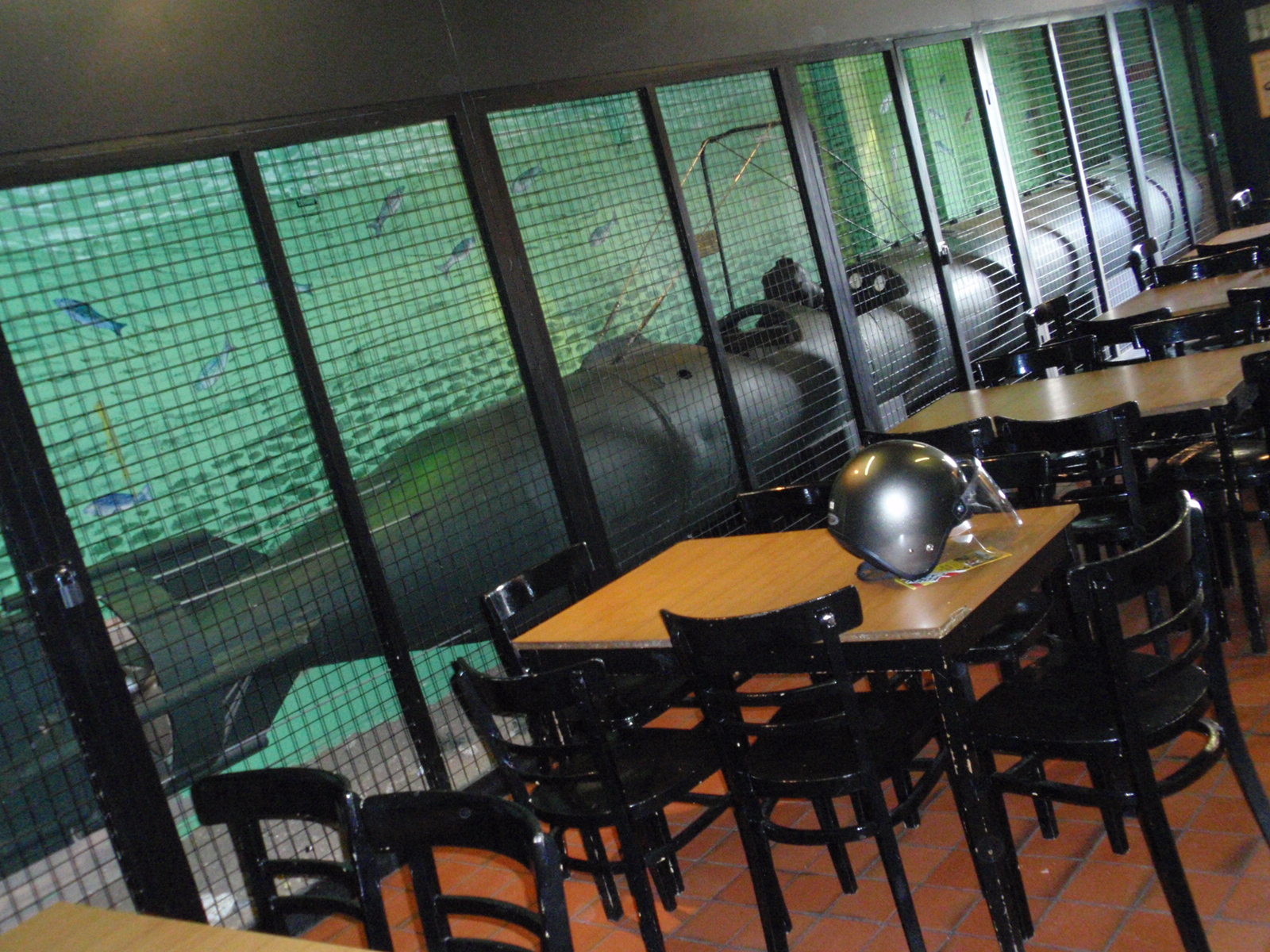
Zdokonalená verze Chariot Mk.2 v muzeu

Chariot Mk.2 byl výrazně větší a výkonnější. Jeho trup měl větší průměr a dvoučlenná posádka seděla uvnitř zády k sobě, přičemž z trupu vyčnívaly pouze jejich hlavy. Robustní konstrukce umožňovala přepravu torpéda bez ochranné schránky. Nová oddělitelná hlavice v přídi obsahovala 545 kg výbušníny. Nejvyšší rychlost dosahovala 4,5 uzlu, přičemž rychlost cestovní byla 2,5 uzlu. Vytrvalost byla 5–6 hodin při plavbě plnou rychlostí. Hloubka ponoření byla 27 metru.

### Přeprava
Vzhledem k malému dosahu musely být Charioty na místo útoku přepravovány mateřskou ponorkou, či jiným prostředkem. Verze Mk.1 byla na palubě uložena ve speciálních vodotěsných kontejnerech o kapacitě jedné miniponorky. Pro jejich nesení byly upraveny ponorky HMS Trooper (3 kontejnery), HMS P311 a HMS Thunderbolt (obě dva kontejnery) a HMS L23 a HMS Saracen (obě jeden kontejner). Další ponorky nesly řiditelná torpéda verze Mk.2, jenž přepravní kontejnery nepotřebovala.

## Služba
Za druhé světové války byly Charioty obou verzí nasazeny jak proti nepřátelským přístavům a válečným lodím, tak jako prostředek průzkumu a špionáže. Jejich posádkám se podařilo potopit několik plavidel, včetně jednoho těžkého křižníku.

### Operace Title

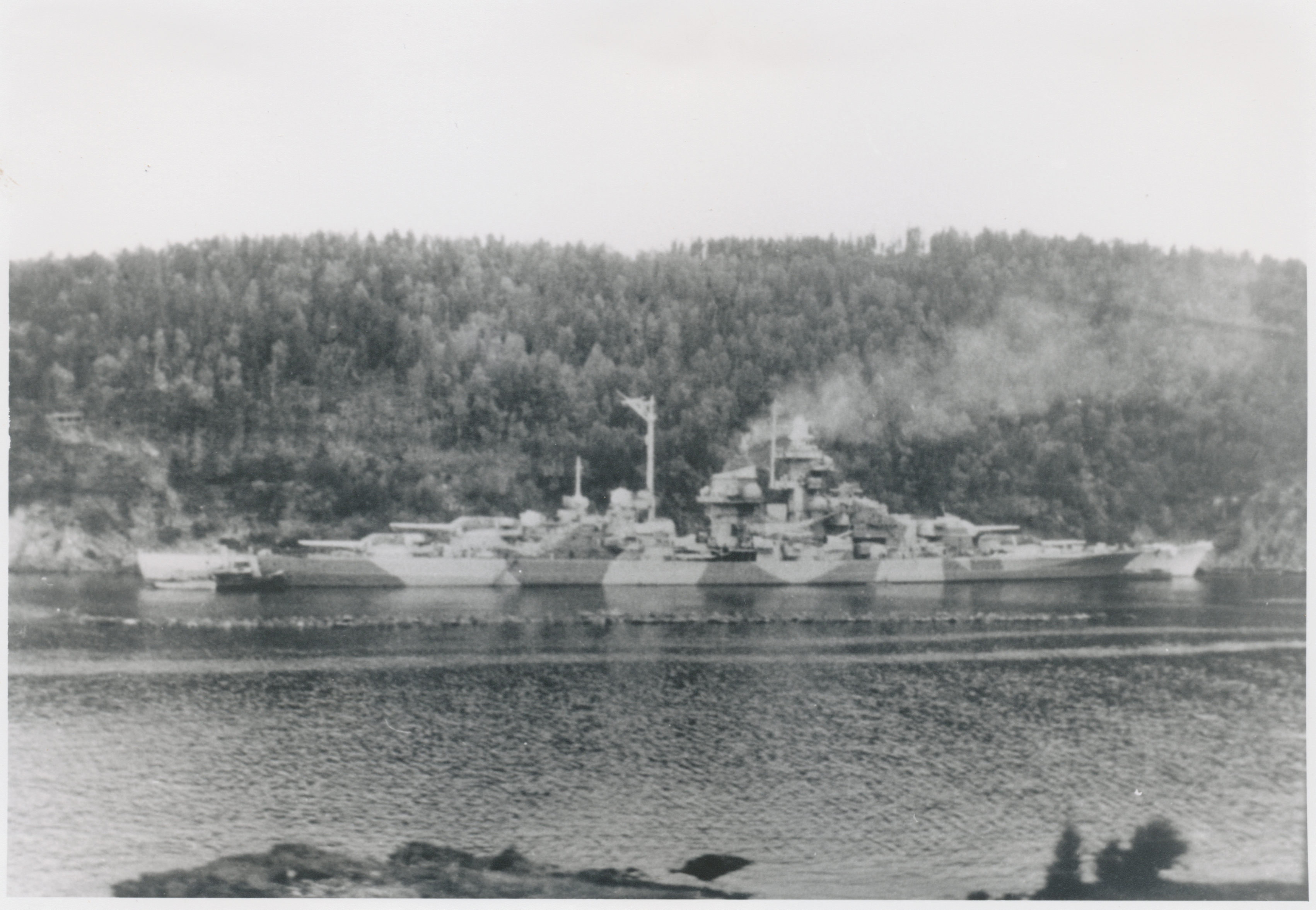
Německá bitevní loď Tirpitz ve Föttenfjordu

Prostředky Chariot Mk.1 byly 29. října při operaci Title vyslány proti německé bitevní lodi Tirpitz kotvící ve Föttenfjordu u Trondheimu. Norský rybářský člun Arthur se dvěma Charioty (potápěči J. Brewster, M. Causer. W. Tebb a R. Evans) ve vleku pronikl až do ústí fjordu, kde se však kvůli zhoršenému počasí oba utrhly, potopily a operace musela být zrušena.

### Operace Principle

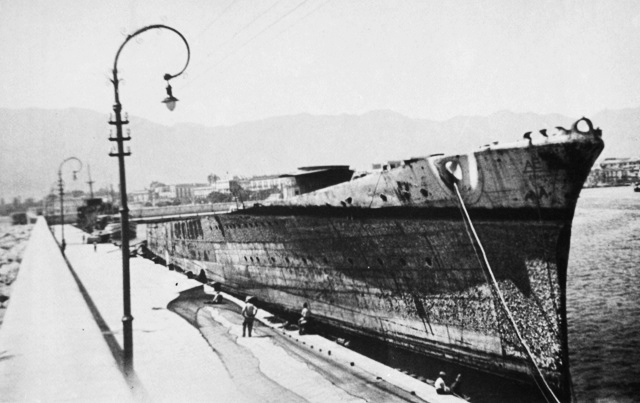
Vrak lehkého křižníku Ulpio Traiano byl po válce vyzvednut a sešrotován

Dne 3. ledna 1943 pět Chariotů Mk.1 z ponorek Thunderbolt a Trooper podniklo nájezd na Palermo (Operace Principle), při kterém byl potopen rozestavěný lehký křižník Ulpio Traiano třídy Capitani Romani a transpotní loď Viminale. Křižník potopili potápěči R. Greenland a A. Ferrier a transport potápěči R. Dove, J. Freel. Dva Charioty cíle nedosáhly (potápěči A. Miln, W. Simpson, H. Cook a Worthy). Operace se účastnila ještě ponorka HMS P311 se třemi Charioty, která však cestou k cíli zmizela a nejspíše byla zničena minou.

### Operace Welcome
Dne 18. ledna 1943 dva Charioty Mk.1 z ponorky Thunderbolt podnikly nájezd na Tripolis, ve kterém však nenalezly žádná plavidla Jejich posádky tvořili G. Larkin, C. Berey, H. Stevens a E. Buxton.

### Invaze na Sicílii
V květnu až červnu 1943 byly Charioty Mk.1 nasazeny k průzkumu míst vybraných pro invazi na Sicílii (Operace Husky).

### Operace Lunna Voe
Špionážní operace v oblasti Němci okupovaného Norska.

### Operace QWZ

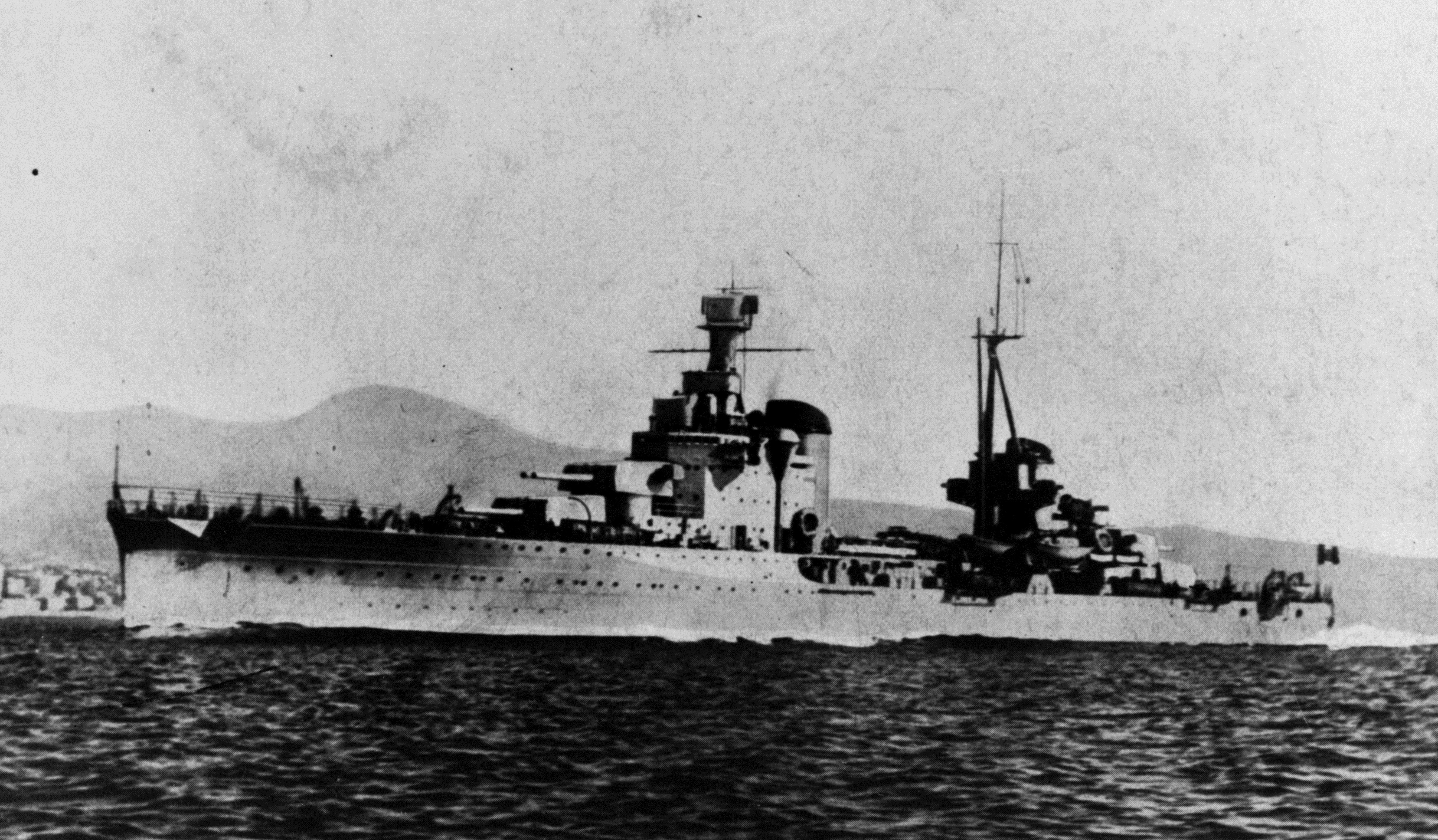
Italský těžký křižník Bolzano

Dne 2. června 1944 proběhla společná britsko-italská operace, jejímž cílem bylo zněškodnění Německem ukořistěných italských těžkých křižníků Bolzano a Gorizia kotvících na základně v La Spezia. Dva Charioty Mk.1 (potápěči M. Causer, H. Smith, C. Berey a W. Lawrence) na místo dopravil torpédový člun. Při akci byl potopen křižník Bolzano.

### Invaze v Normandii
V roce 1944 byly Charioty nasazeny k průzkumu míst vybraných pro invazi v Normandii.

### Operace 51
Ve dne 27.–28. října 1944 dva Charioty Mk.2 (posádky A. Eldridge, S. Woollcott, W. Smith a A. Brown) z ponorky HMS Trenchant podnikly útok na přístav Phuket. V přístavu byly potopeny dvě japonské lodě – vojenský transport Sumatra Maru a menší Volpi. Bylo to jediné zcela úspěšné nasazení Chariotů za celou válku a obě řízená torpéda se vrátila k mateřské ponorce a po přestupu posádek byla potopena.

### Poválečná služba
Po skončení světové války zůstalo britskému námořnictvu šest Chariotů Mk.2. S rostoucím mezinárodním napětím počínající studené války bylo v říjnu 1950 úspěšně otestováno propojení dvou Chariotů Mk.2 s miniponorkou XE-7 třídy XE. Tento koncept ale dále nebyl rozvíjen. Charioty Mk.2 ale byly ještě řadu let využívány potápěči-pyrotechniky, zejména při likvidaci min. Některé přitom byly na přídi vybaveny kokpitem pro třetího člena posádky. Jeden z takto upravených Chariotů sloužil až do poloviny 60. let.